# Bistum Abancay
Das Bistum Abancay (lat.: Dioecesis Abancaiensis) ist ein in den zentralperuanischen Anden gelegenes römisch-katholisches Bistum mit Sitz in Abancay.

## Geschichte
Das Bistum Abancay wurde am 28. April 1958 aus Gebietsabtretungen des Erzbistums Cuzco errichtet und diesem als Suffraganbistum unterstellt. Am 26. April 1968 gab das Bistum einen Teil seines Territoriums zur Gründung der Territorialprälatur Chuquibambilla ab. In der Pfarrseelsorge waren in den ersten Jahrzehnten vor allem Priester der Missionary Society of St. James the Apostle aus den USA und der spanischen Missionspriestergemeinschaft Obra de Cooperación Sacerdotal Hispanoamericana (OCSHA) tätig.

## Sprengel
Das Bistum Abancay umfasst die vier Provinzen Abancay, Andahuaylas, Aymaraes und Chincheros des Departamento de Apurímac.

## Bischöfe von Abancay
- Alcides Mendoza Castro, 5. Dezember 1962 – 12. August 1967, dann Militärbischof von Peru
- Enrique Pélach y Feliú, 20. Juni 1968 – 1. Dezember 1992
- Isidro Sala Ribera, 1. Dezember 1992 – 20. Juni 2009
- Gilberto Gómez González, seit 20. Juni 2009

Von 1958 bis 1962, in den ersten vier Jahren seines Bestehens, hatte Carlos María Jurgens Byrne CSsR, Erzbischof von Cusco, als Apostolischer Administrator das Bistum Abancay geleitet.